# VHS (súng trường tấn công)
VHS (Višenamjenska Hrvatska Strojnica) là súng trường tấn công có thiết kế bullpup sử dụng loại đạn 5.56x45mm NATO được thiết kế và sản xuất bởi HS Produkt của Croatia. Khẩu VHS được giới thiệu lần đầu tiên tại triển lãm iKA 2007, đây là một sự kiện hàng năm của Croatia để trình bày những sự đổi mới trên đất nước được tổ chức tại thành phố Karlovac. Khẩu này được phát triển sau khi có yêu cầu của quân đội về một loại súng dành cho bộ binh có thể nâng cấp và sử dụng các trang thiết bị theo tiêu chuẩn của NATO.

## Lịch sử
Có hai nguyên mẫu được sản xuất: một mẫu có bề ngoài trông giống như khẩu súng trường tấn công FAMAS của Pháp, trong khi mẫu khác được so sánh với khầu IMI Tavor TAR-21 của Israel. Khầu súng này dài 750 mm với cỡ nòng 500 mm. Nhựa tổng hợp được sử dụng nhiều trong việc gia cố, và trong lượng của súng được báo cáo khác nhau trong khoảng 2,3 đến 3 kg. Dự án đầu tiên đã đoạt giải sáng tạo tại iKA với các tính năng đáng chú ý là nó có một hệ thống ống thông khí nhằm thu hồi một phần khí nén phản lực tạo ra do việc chuyển động của viên đạn đẩy bolt ra phía sau, trong suốt quá trình này bolt có thể xem như được "đẩy lại" bởi một loại "đệm khí" có tác dụng giảm xóc và giật. Tuy nhiên trong quá trình sản xuất VHS cho thấy nếu nó sử dụng hệ thống trích khí toàn bộ sẽ hiệu quả hơn nên hệ thống đệm không còn được sử dụng.
Ngày 19 tháng 11 năm 2007, Bộ Quốc phòng Croatia đã ra lệnh cho một đợt thử nghiệm gồm 50 súng được thử nghiệm bởi binh lính Croatia đóng tại Afghanistan cùng với các binh lính gìn giữ hòa bình Liên Hợp Quốc (ISAF). Những nước như Kuwait và Venezuela đã tỏ ra chú ý đến loại vũ khí này.
Vào ngày 24 tháng 11 năm 2008, HS Produkt đã giới thiệu phiên bản cuối của súng trường tấn công VHS. 40 khẩu đã được sản xuất để thử nghiệm. Chúng được thử nghiệm bởi quân đội Croatia và hoàn tất thử nghiệm vào ba tháng đầu năm 2009. Nếu chúng hoạt động tốt thì quân đội Croatia sẽ mua thêm 2.000 khẩu trong năm 2009. Đến năm 2012 thì theo kế hoạch sẽ biên chế 60.000 khẩu VHS để thay thế cho các khẩu AKM đang được sử dụng.
Vào ngày 12 Tháng 05 năm 2009, Bộ trưởng bộ quốc phòng Croatia Branko Vukelic xác nhận các kết quả tích cực từ việc thí nghiệm sử dụng và các điều kiện hoạt động khác nhau, ngày 15 tháng 05 đã chính thức ký hợp đồng với HS Produkt sản xuất 1,000 khẩu (ở tất cả các phiên bản) với giá trung bình 10.700 Kunas mỗi khẩu.

## Biến thể
- VHS-K: Phiên bản có nòng hơi ngắn hơn nguyên bản.
- VHS-2: Phiên bản cải tiến được giới thiệu vào tháng 4 năm 2013.
- VHS-D: Phiên bản hơi dài hơn nguyên bản.